# Liste der Nummer-eins-Hits in der Schweiz (2013)
Dies ist eine Liste der Nummer-eins-Hits in der Schweiz im Jahr 2013. Sie basiert auf den Top 75 Singles und Top 100 Alben der offiziellen Schweizer Hitparade. Es gab in diesem Jahr 14 Nummer-eins-Hits und 36 Nummer-eins-Alben.

## Singles
| ← 2012 ← | Liste der Nummer-eins-Hits in der Schweiz | Liste der Nummer-eins-Hits in der Schweiz | Liste der Nummer-eins-Hits in der Schweiz                                                                          | 2014 → |
| \| Zeitraum \| Wo. ges. \| Interpret \| Titel Autor(en) \| Zusätzliche Informationen \| \| (Zeitraum, Wochen auf Platz eins, Interpret, Titel, Autor[en], zusätzliche Informationen) \| \| \| \| \| \| ----------------------------------------------------------------------------------------- \| -------- \| ---------------------------------- \| ------------------------------------------------------------------------------------------------------------------ \| ------------------------------------------------------------------------------------------------------------------------------------------------------------------------ \| \| 2. Dezember 2012 – 12. Januar 2013 6 Wochen \| 6 \| Rihanna \| Diamonds Sia Furler, Benjamin Levin, Mikkel S. Eriksen, Tor Erik Hermansen \| Diamonds war der sechste Nummer-eins-Hit von Rihanna in der Schweiz. Für über 120.000 verkaufte Einheiten wurde das Lied in der Schweiz mit 4-fach-Platin ausgezeichnet. \| \| 13. Januar 2013 – 19. Januar 2013 1 Woche (insgesamt 3) \| 3 \| Psy \| Gangnam Style Yoo Gun-hyung, Psy \| Der weltweit erfolgreiche Hit erreichte auch in der Schweizer Hitparade Platz eins und konnte sich auf diesem mit Unterbrechung drei Wochen halten. \| \| 20. Januar 2013 – 9. Februar 2013 3 Wochen (insgesamt 4) \| 4 \| Will.i.am & Britney Spears \| Scream & Shout William Adams, Jef Martens, Jean Baptiste \| Die Zusammenarbeit mit Will.i.am bescherte Britney Spears ihren dritten Nummer-eins-Hit in der Schweiz. \| \| 10. Februar 2013 – 16. Februar 2013 1 Woche \| 1 \| DJ Antoine \| Bella Vita Fabio Antoniali, Antoine Konrad, Craig Smart, Jens Kindervater, Jenson Vaughan, Frank Bülles, Tom Corea \| Für 30.000 verkaufte Exemplare wurde Bella Vita mit einer Platin-Schallplatte ausgezeichnet. \| \| 17. Februar 2013 – 23. Februar 2013 1 Woche (insgesamt 4) \| 4 \| Will.i.am & Britney Spears \| Scream & Shout William Adams, Jef Martens, Jean Baptiste \| – \| \| 24. Februar 2013 – 30. März 2013 5 Wochen \| 5 \| Macklemore & Ryan Lewis feat. Wanz \| Thrift Shop Macklemore \| – \| \| 31. März 2013 – 4. Mai 2013 5 Wochen \| 5 \| Passenger \| Let Her Go Mike Rosenberg \| Die Debüt-Single des britischen Singer-Songwriters Mike Rosenberg erreichte ebenfalls in Deutschland und Österreich die Spitzenplatzierung der dortigen Singlecharts. \| \| 5. Mai 2013 – 25. Mai 2013 3 Wochen (insgesamt 4) \| 4 \| Daft Punk feat. Pharrell Williams \| Get Lucky Nile Rodgers, Thomas Bangalter, Guy-Manuel de Homem-Christo, Pharrell Williams \| Mit Get Lucky erreichten Daft Punk ihren ersten Nummer-eins-Hit in der Schweizer Hitparade. \| \| 26. Mai 2013 – 1. Juni 2013 1 Woche \| 1 \| Beatrice Egli \| Mein Herz Dieter Bohlen, Oliver Lukas \| Mit dem Lied Mein Herz gewann Egli die zehnte Staffel von Deutschland sucht den Superstar. \| \| 2. Juni 2013 – 8. Juni 2013 1 Woche (insgesamt 4) \| 4 \| Daft Punk feat. Pharrell Williams \| Get Lucky Nile Rodgers, Thomas Bangalter, Guy-Manuel de Homem-Christo, Pharrell Williams \| – \| \| 9. Juni 2013 – 20. Juli 2013 6 Wochen \| 6 \| Robin Thicke feat. T.I. & Pharrell \| Blurred Lines Robin Thicke, Pharrell Williams, Clifford Harris, Jr., Marvin Gaye \| Teile des Liedes sind ein Plagiat des Titels Got to Give It Up von Marvin Gaye. Ein Gericht sprach den Erben eine Entschädigungszahlung von 7,4 Millionen Dollar zu. \| \| 21. Juli 2013 – 19. Oktober 2013 13 Wochen \| 13 \| Avicii feat. Aloe Blacc \| Wake Me Up Tim Bergling, Aloe Blacc, Arash Pournouri, Mike Einzige \| Mit 13 Wochen auf Platz eins war Wake Me Up die Single, die 2013 in der Schweizer Hitparade am längsten die Spitzenposition behaupten konnte. \| \| 20. Oktober 2013 – 9. November 2013 3 Wochen \| 3 \| James Blunt \| Bonfire Heart James Blunt, Ryan Tedder \| – \| \| 10. November 2013 – 16. November 2013 1 Woche \| 1 \| Klingande \| Jubel Cédric Steinmyller, Edgar Catry \| Jubel erreichte unter anderem ebenfalls in Belgien, Deutschland, Italien, Österreich, Polen, Portugal, der Slowakei und Tschechien Platz eins der dortigen Singlecharts. \| \| 17. November 2013 – 7. Dezember 2013 3 Wochen \| 3 \| Eminem feat. Rihanna \| The Monster Marshall Mathers, Bryan Fryzel, Aaron Kleinstub, Rihanna, Jon Bellion, Bebe Rexha, Maki Athanasiou \| Für Rihanna war dies nach Diamonds der zweite Nummer-eins-Hit in der Schweiz im Jahr 2013. \| \| 8. Dezember 2013 – 4. Januar 2014 4 Wochen \| 4 \| Milky Chance \| Stolen Dance Philipp Dausch, Clemens Rehbein \| – \| |                                           |                                           | | |
| ← 2012 |                                           |                                           | | → 2014 → |
| Zeitraum | Wo. ges.                                  | Interpret                                 | Titel Autor(en) | Zusätzliche Informationen |
| (Zeitraum, Wochen auf Platz eins, Interpret, Titel, Autor[en], zusätzliche Informationen) |                                           |                                           | | |
| 2. Dezember 2012 – 12. Januar 2013 6 Wochen | 6                                         | Rihanna                                   | Diamonds Sia Furler, Benjamin Levin, Mikkel S. Eriksen, Tor Erik Hermansen                                         | Diamonds war der sechste Nummer-eins-Hit von Rihanna in der Schweiz. Für über 120.000 verkaufte Einheiten wurde das Lied in der Schweiz mit 4-fach-Platin ausgezeichnet. |
| 13. Januar 2013 – 19. Januar 2013 1 Woche (insgesamt 3) | 3                                         | Psy                                       | Gangnam Style Yoo Gun-hyung, Psy                                                                                   | Der weltweit erfolgreiche Hit erreichte auch in der Schweizer Hitparade Platz eins und konnte sich auf diesem mit Unterbrechung drei Wochen halten.                      |
| 20. Januar 2013 – 9. Februar 2013 3 Wochen (insgesamt 4) | 4                                         | Will.i.am & Britney Spears                | Scream & Shout William Adams, Jef Martens, Jean Baptiste                                                           | Die Zusammenarbeit mit Will.i.am bescherte Britney Spears ihren dritten Nummer-eins-Hit in der Schweiz.                                                                  |
| 10. Februar 2013 – 16. Februar 2013 1 Woche | 1                                         | DJ Antoine                                | Bella Vita Fabio Antoniali, Antoine Konrad, Craig Smart, Jens Kindervater, Jenson Vaughan, Frank Bülles, Tom Corea | Für 30.000 verkaufte Exemplare wurde Bella Vita mit einer Platin-Schallplatte ausgezeichnet.                                                                             |
| 17. Februar 2013 – 23. Februar 2013 1 Woche (insgesamt 4) | 4                                         | Will.i.am & Britney Spears                | Scream & Shout William Adams, Jef Martens, Jean Baptiste                                                           | – |
| 24. Februar 2013 – 30. März 2013 5 Wochen | 5                                         | Macklemore & Ryan Lewis feat. Wanz        | Thrift Shop Macklemore                                                                                             | – |
| 31. März 2013 – 4. Mai 2013 5 Wochen | 5                                         | Passenger                                 | Let Her Go Mike Rosenberg                                                                                          | Die Debüt-Single des britischen Singer-Songwriters Mike Rosenberg erreichte ebenfalls in Deutschland und Österreich die Spitzenplatzierung der dortigen Singlecharts.    |
| 5. Mai 2013 – 25. Mai 2013 3 Wochen (insgesamt 4) | 4                                         | Daft Punk feat. Pharrell Williams         | Get Lucky Nile Rodgers, Thomas Bangalter, Guy-Manuel de Homem-Christo, Pharrell Williams                           | Mit Get Lucky erreichten Daft Punk ihren ersten Nummer-eins-Hit in der Schweizer Hitparade.                                                                              |
| 26. Mai 2013 – 1. Juni 2013 1 Woche | 1                                         | Beatrice Egli                             | Mein Herz Dieter Bohlen, Oliver Lukas                                                                              | Mit dem Lied Mein Herz gewann Egli die zehnte Staffel von Deutschland sucht den Superstar.                                                                               |
| 2. Juni 2013 – 8. Juni 2013 1 Woche (insgesamt 4) | 4                                         | Daft Punk feat. Pharrell Williams         | Get Lucky Nile Rodgers, Thomas Bangalter, Guy-Manuel de Homem-Christo, Pharrell Williams                           | – |
| 9. Juni 2013 – 20. Juli 2013 6 Wochen | 6                                         | Robin Thicke feat. T.I. & Pharrell        | Blurred Lines Robin Thicke, Pharrell Williams, Clifford Harris, Jr., Marvin Gaye                                   | Teile des Liedes sind ein Plagiat des Titels Got to Give It Up von Marvin Gaye. Ein Gericht sprach den Erben eine Entschädigungszahlung von 7,4 Millionen Dollar zu.     |
| 21. Juli 2013 – 19. Oktober 2013 13 Wochen | 13                                        | Avicii feat. Aloe Blacc                   | Wake Me Up Tim Bergling, Aloe Blacc, Arash Pournouri, Mike Einzige                                                 | Mit 13 Wochen auf Platz eins war Wake Me Up die Single, die 2013 in der Schweizer Hitparade am längsten die Spitzenposition behaupten konnte.                            |
| 20. Oktober 2013 – 9. November 2013 3 Wochen | 3                                         | James Blunt                               | Bonfire Heart James Blunt, Ryan Tedder                                                                             | – |
| 10. November 2013 – 16. November 2013 1 Woche | 1                                         | Klingande                                 | Jubel Cédric Steinmyller, Edgar Catry                                                                              | Jubel erreichte unter anderem ebenfalls in Belgien, Deutschland, Italien, Österreich, Polen, Portugal, der Slowakei und Tschechien Platz eins der dortigen Singlecharts. |
| 17. November 2013 – 7. Dezember 2013 3 Wochen | 3                                         | Eminem feat. Rihanna                      | The Monster Marshall Mathers, Bryan Fryzel, Aaron Kleinstub, Rihanna, Jon Bellion, Bebe Rexha, Maki Athanasiou     | Für Rihanna war dies nach Diamonds der zweite Nummer-eins-Hit in der Schweiz im Jahr 2013.                                                                               |
| 8. Dezember 2013 – 4. Januar 2014 4 Wochen | 4                                         | Milky Chance                              | Stolen Dance Philipp Dausch, Clemens Rehbein                                                                       | – |

## Alben
| ← 2012 ← | Liste der Nummer-eins-Hits in der Schweiz | Liste der Nummer-eins-Hits in der Schweiz | Liste der Nummer-eins-Hits in der Schweiz | 2014 → |
| \| Zeitraum \| Wo. ges. \| Interpret \| Titel \| Zusätzliche Informationen \| \| (Zeitraum, Wochen auf Platz eins, Interpret, Titel, zusätzliche Informationen) \| \| \| \| \| \| ------------------------------------------------------------------------------ \| -------- \| ------------------------ \| ------------------------------- \| ----------------------------------------------------------------------------------------------------------------------------------------------------------------------------------------------------------- \| \| 31. Dezember 2012 – 12. Januar 2013 1 Woche (insgesamt 3) \| 3 \| Rihanna \| Unapologetic \| Neben Diamonds erreichte Rihanna auch mit ihrem Album Platz eins der Schweizer Hitparade, so dass sie in der ersten Chartwoche 2013 sowohl die Single-, als auch die Albumcharts in der Schweiz anführte. \| \| 13. Januar 2013 – 19. Januar 2013 1 Woche (insgesamt 4) \| 4 \| David Guetta \| Nothing but the Beat \| Nothing but the Beat ist das erste Album von Guetta, welches Platz eins der Schweizer Hitparade erreichte. \| \| 20. Januar 2013 – 26. Januar 2013 1 Woche (insgesamt 2) \| 2 \| Pink \| The Truth About Love \| – \| \| 27. Januar 2013 – 2. Februar 2013 1 Woche \| 1 \| Shakra \| Powerplay \| Für die Schweizer Hard-Rock-Band Shakra war dies das erste Studioalbum, welches Platz eins der Schweizer Hitparade erreichte. \| \| 3. Februar 2013 – 9. Februar 2013 1 Woche \| 1 \| Verschiedene Interpreten \| Django Unchained (Soundtrack) \| – \| \| 10. Februar 2013 – 23. Februar 2013 2 Wochen (insgesamt 3) \| 3 \| DJ Antoine \| Sky Is the Limit \| In der Woche vom 10. bis 16. Februar 2013 stand DJ Antoine sowohl auf Platz eins der Single, als auch auf Platz eins der Albumcharts. \| \| 24. Februar 2013 – 2. März 2013 1 Woche \| 1 \| Kollegah und Farid Bang \| Jung, brutal, gutaussehend 2 \| Das zweite Kollabo-Album der deutschen Rapper Kollegah und Farid Bang erreichte Platz eins in Deutschland, Österreich und der Schweiz. \| \| 3. März 2013 – 9. März 2013 1 Woche (insgesamt 3) \| 3 \| DJ Antoine \| Sky Is the Limit \| – \| \| 10. März 2013 – 23. März 2013 2 Wochen \| 2 \| Krokus \| Dirty Dynamite \| Das dritte Nummer-eins-Album der Hard-Rock-Band Krokus verbrachte insgesamt 21 Wochen in der Schweizer Hitparade. \| \| 24. März 2013 – 30. März 2013 1 Woche \| 1 \| David Bowie \| The Next Day \| The Next Day ist das erste Album von David Bowie, welches Platz eins in der Schweiz erreichte. \| \| 31. März 2013 – 6. April 2013 1 Woche \| 1 \| Justin Timberlake \| The 20/20 Experience \| – \| \| 7. April 2013 – 20. April 2013 2 Wochen \| 2 \| Depeche Mode \| Delta Machine \| Delta Machine wurde in der Schweiz über 20.000-mal verkauft und daher mit einer Platin-Schallplatte ausgezeichnet. \| \| 21. April 2013 – 27. April 2013 1 Woche \| 1 \| Volbeat \| Outlaw Gentlemen & Shady Ladies \| – \| \| 28. April 2013 – 4. Mai 2013 1 Woche \| 1 \| Michael Bublé \| To Be Loved \| – \| \| 5. Mai 2013 – 11. Mai 2013 1 Woche \| 1 \| Luca Hänni \| Living the Dream \| Der Sieger der neunten Staffel von Deutschland sucht den Superstar erreichte auch mit seinem zweiten Studioalbum den ersten Platz in der Schweizer Hitparade. \| \| 12. Mai 2013 – 18. Mai 2013 1 Woche \| 1 \| Steff la Cheffe \| Vögu zum Geburtstag \| – \| \| 19. Mai 2013 – 25. Mai 2013 1 Woche \| 1 \| Anna Rossinelli \| Marylou \| – \| \| 26. Mai 2013 – 1. Juni 2013 1 Woche \| 1 \| Zaz \| Recto verso \| – \| \| 2. Juni 2013 – 8. Juni 2013 1 Woche \| 1 \| Daft Punk \| Random Access Memories \| Bei den Grammy Awards 2014 erhielt das Album vier Preise, unter anderem den Grammy für das Album des Jahres \| \| 9. Juni 2013 – 22. Juni 2013 2 Wochen (insgesamt 4) \| 4 \| Beatrice Egli \| Glücksgefühle \| Die Siegerin der zehnten Staffel von Deutschland sucht den Superstar erreichte auch mit ihrem Debüt-Album Platz eins in ihrem Heimatland. \| \| 23. Juni 2013 – 13. Juli 2013 3 Wochen \| 3 \| Black Sabbath \| 13 \| 18 Jahre nach ihrem letzten Studioalbum veröffentlichten Black Sabbath am 7. Juni 2013 ihr neunzehntes Studioalbum. \| \| 14. Juli 2013 – 20. Juli 2013 1 Woche (insgesamt 4) \| 4 \| Beatrice Egli \| Glücksgefühle \| – \| \| 21. Juli 2013 – 10. August 2013 3 Wochen \| 3 \| Jay-Z \| Magna Carta…Holy Grail \| – \| \| 11. August 2013 – 17. August 2013 1 Woche \| 1 \| Robin Thicke \| Blurred Lines \| – \| \| 18. August 2013 – 24. August 2013 1 Woche \| 1 \| Backstreet Boys \| In a World Like This \| – \| \| 25. August 2013 – 31. August 2013 1 Woche (insgesamt 4) \| 4 \| Beatrice Egli \| Glücksgefühle \| – \| \| 1. September 2013 – 21. September 2013 3 Wochen (insgesamt 5) \| 5 \| Stromae \| Racine carrée \| Für über 100.000 verkaufte Exemplare von Racine carrée in der Schweiz erhielt Stromae 5-fach-Platin. \| \| 22. September 2013 – 28. September 2013 1 Woche \| 1 \| Andrea Berg \| Atlantis \| Das von Dieter Bohlen produzierte Album Atlantis war das erste Nummer-eins-Album von Andrea Berg in der Schweiz. \| \| 29. September 2013 – 5. Oktober 2013 1 Woche \| 1 \| Placebo \| Loud Like Love \| – \| \| 6. Oktober 2013 – 12. Oktober 2013 1 Woche \| 1 \| Birdy \| Fire Within \| – \| \| 13. Oktober 2013 – 19. Oktober 2013 1 Woche \| 1 \| Bastian Baker \| Too Old to Die Young \| – \| \| 20. Oktober 2013 – 2. November 2013 2 Wochen (insgesamt 5) \| 5 \| Helene Fischer \| Farbenspiel \| Das Album von Helene Fischer stieg auf Platz eins ein und konnte sich dort vorerst zwei Wochen halten. Im August 2014 erreichte das Album dann nochmals für drei Wochen Platz eins der Schweizer Hitparade. \| \| 3. November 2013 – 9. November 2013 1 Woche \| 1 \| James Blunt \| Moon Landing \| – \| \| 10. November 2013 – 16. November 2013 1 Woche \| 1 \| Bligg \| Service Publigg \| – \| \| 17. November 2013 – 30. November 2013 2 Wochen \| 2 \| Eminem \| The Marshall Mathers LP 2 \| Das vierte Nummer-eins-Studioalbum von Eminem in der Schweiz erhielt bei den Grammy Awards 2015 den Preis in der Kategorie Bestes Rap-Album. \| \| 1. Dezember 2013 – 7. Dezember 2013 1 Woche (insgesamt 3) \| 3 \| Robbie Williams \| Swings Both Ways \| – \| \| 8. Dezember 2013 – 14. Dezember 2013 1 Woche \| 1 \| Beatrice Egli \| Pure Lebensfreude \| Auch das zweite Album von Beatrice Egli erreichte die Spitzenposition in der Schweizer Hitparade 2013. \| \| 15. Dezember 2013 – 21. Dezember 2013 1 Woche \| 1 \| Sido \| 30-11-80 \| – \| \| 22. Dezember 2013 – 4. Januar 2014 2 Wochen (insgesamt 3) \| 3 \| Robbie Williams \| Swings Both Ways \| – \| |                                           |                                           |                                           | |
| ← 2012 |                                           |                                           |                                           | → 2014 → |
| Zeitraum | Wo. ges.                                  | Interpret                                 | Titel                                     | Zusätzliche Informationen |
| (Zeitraum, Wochen auf Platz eins, Interpret, Titel, zusätzliche Informationen) |                                           |                                           |                                           | |
| 31. Dezember 2012 – 12. Januar 2013 1 Woche (insgesamt 3) | 3                                         | Rihanna                                   | Unapologetic                              | Neben Diamonds erreichte Rihanna auch mit ihrem Album Platz eins der Schweizer Hitparade, so dass sie in der ersten Chartwoche 2013 sowohl die Single-, als auch die Albumcharts in der Schweiz anführte.   |
| 13. Januar 2013 – 19. Januar 2013 1 Woche (insgesamt 4) | 4                                         | David Guetta                              | Nothing but the Beat                      | Nothing but the Beat ist das erste Album von Guetta, welches Platz eins der Schweizer Hitparade erreichte.                                                                                                  |
| 20. Januar 2013 – 26. Januar 2013 1 Woche (insgesamt 2) | 2                                         | Pink                                      | The Truth About Love                      | – |
| 27. Januar 2013 – 2. Februar 2013 1 Woche | 1                                         | Shakra                                    | Powerplay                                 | Für die Schweizer Hard-Rock-Band Shakra war dies das erste Studioalbum, welches Platz eins der Schweizer Hitparade erreichte.                                                                               |
| 3. Februar 2013 – 9. Februar 2013 1 Woche | 1                                         | Verschiedene Interpreten                  | Django Unchained (Soundtrack)             | – |
| 10. Februar 2013 – 23. Februar 2013 2 Wochen (insgesamt 3) | 3                                         | DJ Antoine                                | Sky Is the Limit                          | In der Woche vom 10. bis 16. Februar 2013 stand DJ Antoine sowohl auf Platz eins der Single, als auch auf Platz eins der Albumcharts.                                                                       |
| 24. Februar 2013 – 2. März 2013 1 Woche | 1                                         | Kollegah und Farid Bang                   | Jung, brutal, gutaussehend 2              | Das zweite Kollabo-Album der deutschen Rapper Kollegah und Farid Bang erreichte Platz eins in Deutschland, Österreich und der Schweiz.                                                                      |
| 3. März 2013 – 9. März 2013 1 Woche (insgesamt 3) | 3                                         | DJ Antoine                                | Sky Is the Limit                          | – |
| 10. März 2013 – 23. März 2013 2 Wochen | 2                                         | Krokus                                    | Dirty Dynamite                            | Das dritte Nummer-eins-Album der Hard-Rock-Band Krokus verbrachte insgesamt 21 Wochen in der Schweizer Hitparade.                                                                                           |
| 24. März 2013 – 30. März 2013 1 Woche | 1                                         | David Bowie                               | The Next Day                              | The Next Day ist das erste Album von David Bowie, welches Platz eins in der Schweiz erreichte. |
| 31. März 2013 – 6. April 2013 1 Woche | 1                                         | Justin Timberlake                         | The 20/20 Experience                      | – |
| 7. April 2013 – 20. April 2013 2 Wochen | 2                                         | Depeche Mode                              | Delta Machine                             | Delta Machine wurde in der Schweiz über 20.000-mal verkauft und daher mit einer Platin-Schallplatte ausgezeichnet.                                                                                          |
| 21. April 2013 – 27. April 2013 1 Woche | 1                                         | Volbeat                                   | Outlaw Gentlemen & Shady Ladies           | – |
| 28. April 2013 – 4. Mai 2013 1 Woche | 1                                         | Michael Bublé                             | To Be Loved                               | – |
| 5. Mai 2013 – 11. Mai 2013 1 Woche | 1                                         | Luca Hänni                                | Living the Dream                          | Der Sieger der neunten Staffel von Deutschland sucht den Superstar erreichte auch mit seinem zweiten Studioalbum den ersten Platz in der Schweizer Hitparade.                                               |
| 12. Mai 2013 – 18. Mai 2013 1 Woche | 1                                         | Steff la Cheffe                           | Vögu zum Geburtstag                       | – |
| 19. Mai 2013 – 25. Mai 2013 1 Woche | 1                                         | Anna Rossinelli                           | Marylou                                   | – |
| 26. Mai 2013 – 1. Juni 2013 1 Woche | 1                                         | Zaz                                       | Recto verso                               | – |
| 2. Juni 2013 – 8. Juni 2013 1 Woche | 1                                         | Daft Punk                                 | Random Access Memories                    | Bei den Grammy Awards 2014 erhielt das Album vier Preise, unter anderem den Grammy für das Album des Jahres                                                                                                 |
| 9. Juni 2013 – 22. Juni 2013 2 Wochen (insgesamt 4) | 4                                         | Beatrice Egli                             | Glücksgefühle                             | Die Siegerin der zehnten Staffel von Deutschland sucht den Superstar erreichte auch mit ihrem Debüt-Album Platz eins in ihrem Heimatland.                                                                   |
| 23. Juni 2013 – 13. Juli 2013 3 Wochen | 3                                         | Black Sabbath                             | 13                                        | 18 Jahre nach ihrem letzten Studioalbum veröffentlichten Black Sabbath am 7. Juni 2013 ihr neunzehntes Studioalbum.                                                                                         |
| 14. Juli 2013 – 20. Juli 2013 1 Woche (insgesamt 4) | 4                                         | Beatrice Egli                             | Glücksgefühle                             | – |
| 21. Juli 2013 – 10. August 2013 3 Wochen | 3                                         | Jay-Z                                     | Magna Carta…Holy Grail                    | – |
| 11. August 2013 – 17. August 2013 1 Woche | 1                                         | Robin Thicke                              | Blurred Lines                             | – |
| 18. August 2013 – 24. August 2013 1 Woche | 1                                         | Backstreet Boys                           | In a World Like This                      | – |
| 25. August 2013 – 31. August 2013 1 Woche (insgesamt 4) | 4                                         | Beatrice Egli                             | Glücksgefühle                             | – |
| 1. September 2013 – 21. September 2013 3 Wochen (insgesamt 5) | 5                                         | Stromae                                   | Racine carrée                             | Für über 100.000 verkaufte Exemplare von Racine carrée in der Schweiz erhielt Stromae 5-fach-Platin. |
| 22. September 2013 – 28. September 2013 1 Woche | 1                                         | Andrea Berg                               | Atlantis                                  | Das von Dieter Bohlen produzierte Album Atlantis war das erste Nummer-eins-Album von Andrea Berg in der Schweiz.                                                                                            |
| 29. September 2013 – 5. Oktober 2013 1 Woche | 1                                         | Placebo                                   | Loud Like Love                            | – |
| 6. Oktober 2013 – 12. Oktober 2013 1 Woche | 1                                         | Birdy                                     | Fire Within                               | – |
| 13. Oktober 2013 – 19. Oktober 2013 1 Woche | 1                                         | Bastian Baker                             | Too Old to Die Young                      | – |
| 20. Oktober 2013 – 2. November 2013 2 Wochen (insgesamt 5) | 5                                         | Helene Fischer                            | Farbenspiel                               | Das Album von Helene Fischer stieg auf Platz eins ein und konnte sich dort vorerst zwei Wochen halten. Im August 2014 erreichte das Album dann nochmals für drei Wochen Platz eins der Schweizer Hitparade. |
| 3. November 2013 – 9. November 2013 1 Woche | 1                                         | James Blunt                               | Moon Landing                              | – |
| 10. November 2013 – 16. November 2013 1 Woche | 1                                         | Bligg                                     | Service Publigg                           | – |
| 17. November 2013 – 30. November 2013 2 Wochen | 2                                         | Eminem                                    | The Marshall Mathers LP 2                 | Das vierte Nummer-eins-Studioalbum von Eminem in der Schweiz erhielt bei den Grammy Awards 2015 den Preis in der Kategorie Bestes Rap-Album.                                                                |
| 1. Dezember 2013 – 7. Dezember 2013 1 Woche (insgesamt 3) | 3                                         | Robbie Williams                           | Swings Both Ways                          | – |
| 8. Dezember 2013 – 14. Dezember 2013 1 Woche | 1                                         | Beatrice Egli                             | Pure Lebensfreude                         | Auch das zweite Album von Beatrice Egli erreichte die Spitzenposition in der Schweizer Hitparade 2013. |
| 15. Dezember 2013 – 21. Dezember 2013 1 Woche | 1                                         | Sido                                      | 30-11-80                                  | – |
| 22. Dezember 2013 – 4. Januar 2014 2 Wochen (insgesamt 3) | 3                                         | Robbie Williams                           | Swings Both Ways                          | – |

## Jahreshitparaden
| ← 2012 ← | Liste der Nummer-eins-Hits in der Schweiz | Liste der Nummer-eins-Hits in der Schweiz | Liste der Nummer-eins-Hits in der Schweiz | 2014 →   |
| \| Singles \| Position# \| Alben \| \| -------------------------------------------------------------------------------------------------------------------------- \| --------- \| ---------------------------------- \| \| Wake Me Up Avicii feat. Aloe Blacc Tim Bergling, Aloe Blacc, Arash Pournouri, Mike Einzige \| 1 \| Glücksgefühle Beatrice Egli \| \| Blurred Lines Robin Thicke feat. T.I. + Pharrell Robin Thicke, Pharrell Williams, Clifford Harris, Jr., Marvin Gaye \| 2 \| Random Access Memories Daft Punk \| \| Get Lucky Daft Punk feat. Pharrell Williams Nile Rodgers, Thomas Bangalter, Guy-Manuel de Homem-Christo, Pharrell Williams \| 3 \| 2013 – Sky Is the Limit DJ Antoine \| \| Let Her Go Passenger Mike Rosenberg \| 4 \| The Truth About Love Pink \| \| Thrift Shop Macklemore & Ryan Lewis feat. Wanz Macklemore \| 5 \| Racine carrée Stromae \| \| Scream & Shout Will.i.am & Britney Spears William Adams, Jef Martens, Jean Baptiste \| 6 \| Farbenspiel Helene Fischer \| \| Impossible James Arthur Arnthor Birgisson, Ina Wroldsen \| 7 \| Service Publigg Bligg \| \| Just Give Me a Reason Pink feat. Nate Ruess Alecia Beth Moore, Nate Ruess, Jeff Bhasker \| 8 \| Unorthodox Jukebox Bruno Mars \| \| Can’t Hold Us Macklemore & Ryan Lewis feat. Ray Dalton Ryan Lewis, Ben Haggerty, Ray Dalton \| 9 \| Recto verso Zaz \| \| Sonnentanz Klangkarussell Tobias Rieser, Adrian Held \| 10 \| All the Little Lights Passenger \| |                                           |                                           |                                           |          |
| ← 2012 |                                           |                                           |                                           | → 2014 → |
| Singles | Position#                                 | Alben                                     |                                           |          |
| Wake Me Up Avicii feat. Aloe Blacc Tim Bergling, Aloe Blacc, Arash Pournouri, Mike Einzige | 1                                         | Glücksgefühle Beatrice Egli               |                                           |          |
| Blurred Lines Robin Thicke feat. T.I. + Pharrell Robin Thicke, Pharrell Williams, Clifford Harris, Jr., Marvin Gaye | 2                                         | Random Access Memories Daft Punk          |                                           |          |
| Get Lucky Daft Punk feat. Pharrell Williams Nile Rodgers, Thomas Bangalter, Guy-Manuel de Homem-Christo, Pharrell Williams | 3                                         | 2013 – Sky Is the Limit DJ Antoine        |                                           |          |
| Let Her Go Passenger Mike Rosenberg | 4                                         | The Truth About Love Pink                 |                                           |          |
| Thrift Shop Macklemore & Ryan Lewis feat. Wanz Macklemore | 5                                         | Racine carrée Stromae                     |                                           |          |
| Scream & Shout Will.i.am & Britney Spears William Adams, Jef Martens, Jean Baptiste | 6                                         | Farbenspiel Helene Fischer                |                                           |          |
| Impossible James Arthur Arnthor Birgisson, Ina Wroldsen | 7                                         | Service Publigg Bligg                     |                                           |          |
| Just Give Me a Reason Pink feat. Nate Ruess Alecia Beth Moore, Nate Ruess, Jeff Bhasker | 8                                         | Unorthodox Jukebox Bruno Mars             |                                           |          |
| Can’t Hold Us Macklemore & Ryan Lewis feat. Ray Dalton Ryan Lewis, Ben Haggerty, Ray Dalton | 9                                         | Recto verso Zaz                           |                                           |          |
| Sonnentanz Klangkarussell Tobias Rieser, Adrian Held | 10                                        | All the Little Lights Passenger           |                                           |          |